# Heteragrion eboratum
Heteragrion eboratum – gatunek ważki z rodziny Heteragrionidae. Występuje na terenie Ameryki Środkowej.